# Sessea andina
Sessea andina là loài thực vật có hoa trong họ Cà. Loài này được Francey miêu tả khoa học đầu tiên năm 1934.